# Sclerophrys
Sclerophrys es un género de anfibios anuros de la familia de los bufónidos nativo de África y la mitad sur de la península arábiga. Originalmente, todas las especies de Sclerophrys fueron clasificadas en el género Bufo, pero posteriormente fueron separadas por necesidades taxonómicas en Amietophrynus, para terminar en el actual Sclerophrys.

## Especies
Se reconocen las siguientes 45 especies:
- Sclerophrys arabica (Heyden, 1827)
- Sclerophrys asmarae (Tandy, Bogart, Largen & Feener, 1982)
- Sclerophrys blanfordii (Boulenger, 1882)
- Sclerophrys brauni (Nieden, 1911)
- Sclerophrys buchneri (Peters, 1882)
- Sclerophrys camerunensis (Parker, 1936)
- Sclerophrys capensis Tschudi, 1838
- Sclerophrys channingi (Barej, Schmitz, Menegon, Hillers, Hinkel, Böhme & Rödel, 2011)
- Sclerophrys chudeaui (Chabanaud, 1919)
- Sclerophrys cristiglans (Inger & Menzies, 1961)
- Sclerophrys danielae (Perret, 1977)
- Sclerophrys djohongensis (Hulselmans, 1977)
- Sclerophrys dodsoni (Boulenger, 1895)
- Sclerophrys fuliginata (De Witte, 1932)
- Sclerophrys funerea (Bocage, 1866)
- Sclerophrys garmani (Meek, 1897)
- Sclerophrys gracilipes (Boulenger, 1899)
- Sclerophrys gutturalis (Power, 1927)
- Sclerophrys kassasii (Baha El Din, 1993)
- Sclerophrys kerinyagae (Keith, 1968)
- Sclerophrys kisoloensis (Loveridge, 1932)
- Sclerophrys langanoensis (Largen, Tandy & Tandy, 1978)
- Sclerophrys latifrons (Boulenger, 1900)
- Sclerophrys lemairii (Boulenger, 1901)
- Sclerophrys maculata (Hallowell, 1854)
- Sclerophrys mauritanica (Schlegel, 1841)
- Sclerophrys pantherina (Smith, 1828)
- Sclerophrys pardalis (Hewitt, 1935)
- Sclerophrys pentoni (Anderson, 1893)
- Sclerophrys perreti (Schiøtz, 1963)
- Sclerophrys poweri (Hewitt, 1935)
- Sclerophrys pusilla (Mertens, 1937)
- Sclerophrys reesi (Poynton, 1977)
- Sclerophrys regularis (Reuss, 1833)
- Sclerophrys steindachneri (Pfeffer, 1893)
- Sclerophrys superciliaris (Boulenger, 1888)
- Sclerophrys taiensis (Rödel & Ernst, 2000)
- Sclerophrys tihamica (Balletto & Cherchi, 1973)
- Sclerophrys togoensis (Ahl, 1924)
- Sclerophrys tuberosa (Günther, 1858)
- Sclerophrys turkanae (Tandy & Feener, 1985)
- Sclerophrys urunguensis (Loveridge, 1932)
- Sclerophrys villiersi (Angel, 1940)
- Sclerophrys vittata (Boulenger, 1906)
- Sclerophrys xeros (Tandy, Tandy, Keith & Duff-MacKay, 1976)